# Red Before Black
A Red Before Black a Cannibal Corpse tizennegyedik nagylemeze, amely 2017. november 3-án került piacra, a Metal Blade Records gondozásában. Az albumot a Mana Recording Studios-ban rögzítették, Erik Rutan producerkedése mellett.

## Dalok
1. Only One Will Die
2. Red Before Black
3. Code of the Slashers
4. Shedding My Human Skin
5. Remaimed
6. Firestorm Vengeance
7. Heads Shoveled Off
8. Corpus Delicti
9. Scavenger Consuming Death
10. In the Midst of Ruin
11. Destroyed Without a Trace
12. Hideous Ichor

### Blood Covered
Az album tartalmaz egy második lemezt is, amelyen a zenekartól nem megszokott módon más együttesek dalainak feldolgozásai hallhatóak.
1. Sacrifice (Sacrifice (együttes)-feldolgozás)
2. Confessions (Possessed-feldolgozás)
3. No Remorse (Metallica-feldolgozás)
4. Demon's Night (Accept-feldolgozás)
5. Bethany Home (A Place to Die) (The Accüsed-feldolgozás)
6. Endless Pain (Kreator-feldolgozás)
7. Behind Bars (Dave Carlo-feldolgozás)

## Közreműködők
- George „Corpsegrinder” Fisher - ének
- Pat O’Brien - gitár
- Rob Barrett - ritmusgitár
- Alex Webster - basszusgitár
- Paul Mazurkiewicz - dobok
- Erik Rutan - producer